# Ардуино, Пьетро
Пьетро Ардуи́но (итал. Pietro Arduino, 18 июля 1728 — 13 апреля 1805) — итальянский биолог, ботаник и профессор экономики.

## Биография
Пьетро Ардуино родился в итальянской коммуне Каприно-Веронезе 18 июля 1728 года.
Он был профессором экономики в городе Падуя. Пьетро Ардуино вёл переписку с выдающимся шведским учёным Карлом Линнеем, продолжавшуюся с 25 марта 1761 года по 23 апреля 1765 года.
Пьетро Ардуйно умер в Падуе 13 апреля 1805 года.

## Научная деятельность
Пьетро Ардуино специализировался на семенных растениях.

## Научные работы
- Animadversionum botanicarum specimen. 1759 и 1764.
- Memorie di osservazioni e di sperienze sopra la cultura e gli usi di varie plante. 1766.

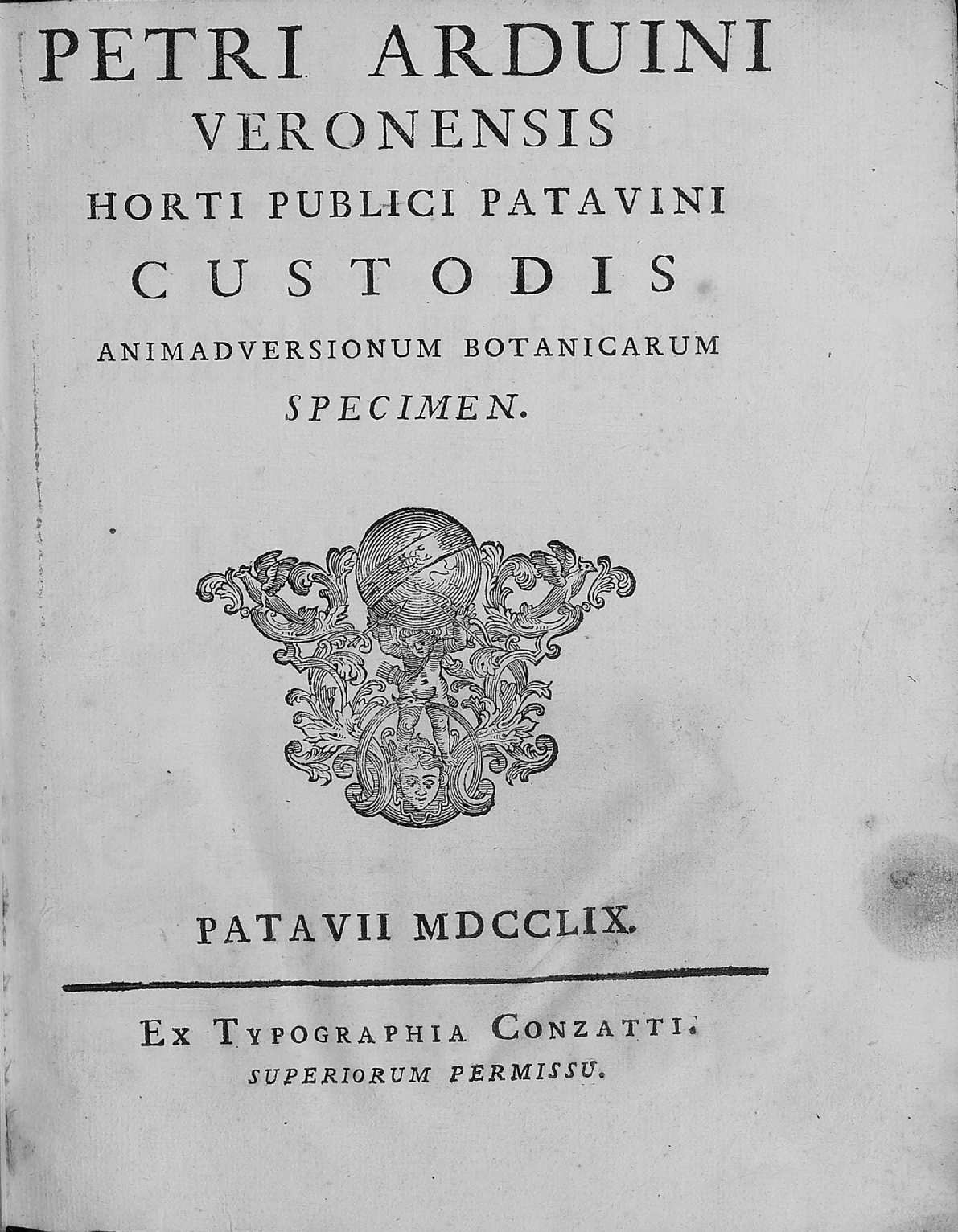
Animadversionum botanicarum specimen, 1759